# Aéroport Tobías-Bolaños de San José
L'aéroport international Tobías-Bolaños de San José (espagnol : Aeropuerto Internacional Tobías Bolaños) (code IATA : SYQ • code OACI : MRPV) est l'un des quatre aéroports internationaux du Costa Rica et le deuxième aéroport de la capitale de San José, après l'aéroport international Juan-Santamaría, inauguré en 1958. Construit à partir de 1954 et 1955, en fait Tobías-Bolaños n'est pas situé à San José même, mais entièrement dans le district d'Ulloa, dans le canton d'Heredia de la province d'Heredia, proche cependant de la limite du canton d'Heredia et celui de San José et à environ huit kilomètres au nord-ouest du centre-ville de la capitale. Il est à onze kilomètres au sud-est de l'aéroport Juan-Santamaría, mieux équipé, qui tend à le supplanter. L'aéroport Tobías-Bolaños est nommé en l'honneur du pilote costaricien Tobías Bolaños Palma (1892-1953), premier pilote breveté de son pays, membre de l'Armée française lors de la Première Guerre mondiale et qui établit les bases de l'aviation au Costa Rica. Cet aéroport est la base principale pour l'aviation générale dans le pays ainsi que la plupart des vols privés, vols charter, vols de tourisme et des écoles d'aviation. 

## Situation
| \| 50 km1:1 721 000 \| Bahia Drake Barra del Colorado Coto 47 Golfito Nosara Palmar Sur Puerto Jiménez Punta Islita Quépos San Isidro de El General Tamarindo Tambor Tortuguero Libéria San José T. Bolaños Limón San José-J.-Santamaría |
| 50 km1:1 721 000 |

## Compagnies aériennes et dessertes
| Compagnies | Destinations                 |
| ---------- | ---------------------------- |
| Nature Air | Liberia-D.-Oduber, Tamarindo |

## Statistiques passagers
Ces données montrent le nombre de mouvements de passagers dans l'aéroport, selon la Direction générale de l'aviation civile du Costa Rica Annuaires Statistiques.